# Schloss Matzenau
Das Schloss Matzenau (slowenisch: Matzenauerjev dvorec; ungarisch: Matzenauer-kastély) ist ein in der ersten Hälfte des neunzehnten Jahrhunderts errichtetes Bauwerk und eines der seltenen Belegstücke für  klassizistisches Architekturschaffen in Slowenien. Das ruinöse Herrenhaus steht inmitten eines verwilderten Parks, am Ortsrand des Dorfes Prosenjakovci (ung. Pártosfalva), in der Gemeinde Moravske Toplice in Slowenien.

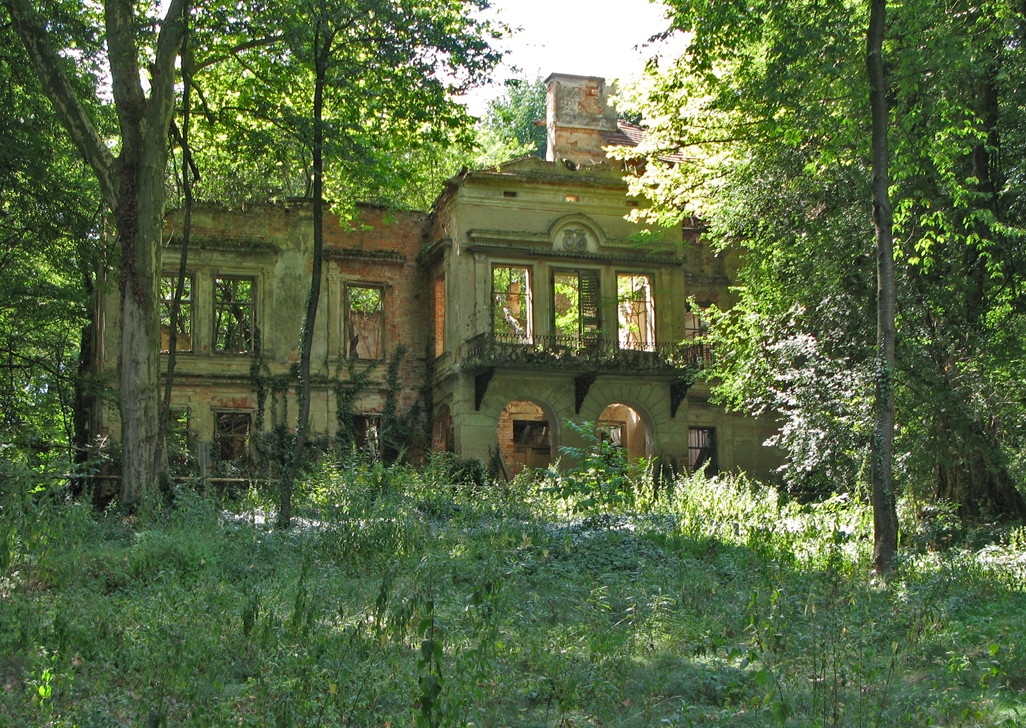
Schloss Matzenau, Vorderansicht mit Park, August 2012

## Geschichte

### 19. Jahrhundert
Die Sage verlegt die Errichtung des Schlösschens in die Epoche Napoleons. Dieser selbst, so die volkstümliche Überlieferung, soll sich hier aufgehalten und im Gebäude übernachtet haben. In Wahrheit liegt der genaue Zeitpunkt der Erbauung im Dunkeln. Ebenso sind die Begleitumstände, die zur Errichtung des Herrenhauses führten, sowie der oder die Bauherren unbekannt.
Urkundlich wurde das Gebäude erstmals im Jahre 1866 erwähnt, als die Witwe des 1865 verstorbenen Karl Freiherr von Simbschen, Olga, das Landgut an ihren Vater, den Fürsten Joseph von Wrede übertrug und der Eigentümerwechsel im neu eingeführten Grundbuch dokumentiert wurde.
Nachdem der 71-jährige Joseph von Wrede am 26. Dezember 1871 in Prosnyákfa, so die damalige Ortsbezeichnung, verstorben war, verkauften die Erben das Herrenhaus und den dazugehörigen Grundbesitz 1873 an Vilmos Boschan. Im Jahre 1876 wurde die Liegenschaft dann auf Boschans Frau umgeschrieben. Drei Jahre später, 1879 erwarb der aus Budapest stammende Josef Lenner das Landgut und geriet mit ihm offenbar bald in finanzielle Schwierigkeiten, denn bereits 1880 wurde der gesamte Besitz von einer Budapester Bank ersteigert und an die Herren Henrik, Gyula und Vilmos Pick weiterveräußert.
Ferenc Graf von Egger, der im Jahre 1890 das Landgut erwarb, verkaufte es bereits 1893 an Dionys Julius Franz Freiherr Craigher von Jachelutta weiter. Dionys, der einzige Sohn des Dichters und Diplomaten Jacob Nicolaus Craigher de Jachelutta, war seit 1890 mit Amalie Freiin von Flotow verheiratet. Es ist nicht bekannt, ob die junge Familie hier wohnte und ob ihre am 15. Juni 1894 geborene Tochter Carla auf dem Gut die Kindheit verbrachte. Im Jahre 1900 verkauften die Craighers das Landgut an Karl Friedrich Franz Matzenauer Graf von Matzenau.

### 20. Jahrhundert
Der 49-jährige als Diplomat tätige Matzenauer übersiedelte mit seiner Gattin und den Kindern, wobei zwei aus seiner ersten Ehe stammten, von Nikolsburg in Südmähren (heute Mikulov, Tschechien), hierher nach Pártosfalva. Die Familie von Matzenau bewohnte fortan das Herrenhaus und bewirtschaftete den dazugehörigen Gutshof.
Nach dem Ende des Ersten Weltkrieges begann der wechselvolle Kampf um die staatliche Zugehörigkeit des Übermurgebietes/Prekmurje und um die Grenzen. Ab 12. August 1919 besetzten südslawische Soldaten mit Billigung der Pariser Friedenskonferenz das Übermurgebiet für das Königreich SHS. Durch eine internationale Grenzziehungskommission wurde nun der Verlauf der neuen Grenzen bestimmt und am 4. Juni 1920 im Vertrag von Trianon verankert. Bei der Festlegung der Grenze zu Ungarn, im Gebiet südlich des kleinen Kerka-Baches (Mala Krka/Kis Kerka) um Pártosfalva und Magyarszombatfa, wirkte auch Matzenauer als Beirat der Grenzkommission mit. Obwohl der slowenische Bevölkerungsanteil des Dorfes Prosenjakovci, wie der Ort fortan genannt wurde, bei der Volkszählung im Jahre 1910 nur etwa 11 % ausmachte, wurde das Dorf und der gesamte Besitz der Familie Matzenauer mit etwa 150 ha Grund dem SHS-Staat angeschlossen.
Karl von Matzenau der den Landsitz seinerzeit mit etlichen Darlehen erworben hatte, musste um den Besitz zu halten, in der Nachkriegszeit äußerst sparsam haushalten. Von dem im Mai 1922 von der Belgrader Regierung beschlossenen Gesetz zur Agrarreform, das vorsah Großgrundbesitz mit mehr als 75 ha bebaubaren Bodens und mehr als 200 ha Gesamtfläche gegen Entschädigung zu enteignen, blieb der Grundbesitz der Familie Matzenauer unberührt.
Am 5. Februar 1932 verstarb Karl von Matzenau. Daraufhin übernahm seine Witwe Maria Theresia, geborene Krischker, das Landgut und bewirtschaftete es bis zu ihrem Ableben im Jahre 1938. Nun ging der Landsitz als Nachlass an die beiden Nachkommen, den 34-jährigen Sohn Emerich von Matzenau und seine 37-jährige Schwester Maria. Nach der Okkupation des Übermurgebietes, am 16. April 1941 durch Ungarn, gehörte das Gut Matzenau erneut zum ungarischen Komitat Vas und aus Prosenjakovci wurde wieder Pártosfalva. In dieser Epoche bauten die Matzenauer das Landgut aus. Sie modernisierten und ergänzten die Wirtschaftsgebäude, außerdem gelang es ihnen, durch Zukauf von weiteren 70 ha Land, ihren Grundbesitz auf etwa 220 ha zu erweitern.
Panzerverbände der 3. Ukrainischen Front der Roten Armee erreichten das Zalatal aufwärts stoßend, in den letzten Märztagen des Jahres 1945, den östlichen Bereich des Goričkos. Umgehend beschlagnahmten sie das Schlossgebäude und verwendete die Räume bis zum Kriegsende als Feldlazarett. In aller Eile mussten damals die Angehörigen der Familie Matzenauer ihren Besitz verlassen. Nach Abzug der Roten Armee übernahmen Tito-Partisanen das Herrenhaus. Daraufhin folgte die Jugoslawische Volksarmee, die hier Grenzschutzsoldaten stationierte. In dieser Zeit wurde das Schloss restlos geplündert und die Angehörigen der Familie Matzenauer verloren ihre gesamte persönliche Habe.
Aufgrund des Bundesgesetzes vom 23. August 1945 über die Agrarreform, das vom Präsidium des Slowenischen Volksbefreiungsrates (SNOS) am 17. Dezember 1945 angenommen wurde, verloren die Angehörigen der Familie Matzenauer ihren gesamten Grundbesitz mit dem Schloss und den Wirtschaftsgebäuden an die „Föderative Volksrepublik Jugoslawien“ (FLRJ). Die landwirtschaftlichen Flächen im Bereich von Prosenjakovci wurden später zusammengeschlossen und von einer staatlichen Landwirtschaftsgenossenschaft (Kmetijska zadruga, KZ) betrieben. Auch das Schlossgebäude wurde dieser Genossenschaft zur Benutzung überlassen. In das Gebäude wurden alsdann alle möglichen Personen einquartiert, die etliche Räume sogar als Hühner- und Hasenställe verwendeten, sodass das Bauwerk im Laufe der Jahre restlos heruntergewirtschaftet wurde.
Im Jahre 1952 kam der ledige 47-jährige Emerich Matzenauer, als letzter männlicher Nachfahre der Sippe, auf tragische Weise ums Leben. Seine Schwester Maria, die verheiratet war und vier Kinder hatte, verstarb 86-jährig als Letzte der Familie Matzenauer, im Jahre 1987. Ihre Nachkommen erhielten aufgrund des Gesetzes über die Denationalisierung, das die Republik Slowenien am 20. November 1991 beschlossen hatte und am 25. April 1997 vom slowenischen Verfassungsgerichtshof bestätigt wurde, den gesamten beschlagnahmten Besitz zurück.

## Allianzwappen

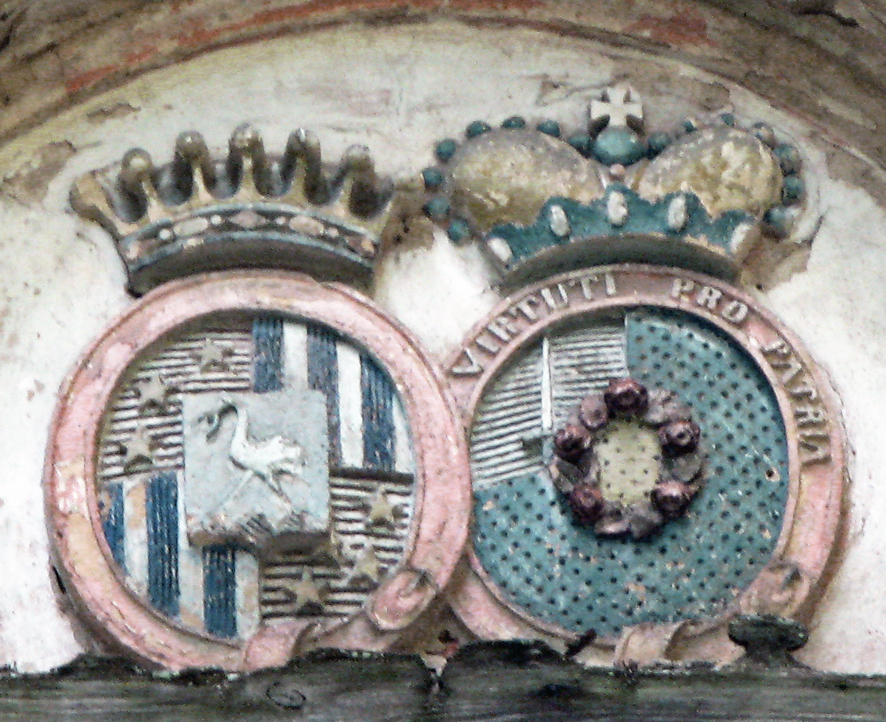
Schloss Matzenau: Das Allianzwappen der freiherrlichen Familie Simbschen und der fürstlichen Familie Wrede

Am weit vorspringenden Mittelrisalit des Gebäudes, zwischen dem Balkonportal und dem eingestürzten Giebeldreieck, hat sich ein Allianz- oder Familienwappen fast unbeschadet über die Zeit gerettet. Die beiden Wappen wurden zwar in der Vergangenheit, vermutlich bei einer Gebäuderenovierung, falsch gefärbelt, können aber durch ihre Schildinhalte eindeutig zugeordnet werden.

Das optisch linke Wappen, mit der Freiherrnkrone, gehört zur Familie von Simbschen und wird bei Kneschke beschrieben: 
„Schild geviert mit silbernem Mittelschilde und in demselben auf grünem Dreihügel ein, im Schnabel ein Hufeisen haltender Strauss. 1 in Blau drei schräglinks gestellte, goldene Sterne; 2 und 3 in Silber drei rothe Pfähle und 4 in Blau vier, 2 und 2, goldene Sterne.“

Das optisch rechte Wappen, mit dem Fürstenhut, gehört zur Familie von Wrede und wird in der Deutschen Adelsrolle, beschrieben:
„In Gold ein grüner Lorbeerkranz, in welchen fünf rothe Rosen (1, 2, 2), eingeflochten sind; in der oberen rechten Ecke des Schildes eine blaue Vierung, worin ein aufrecht gestelltes blankes Schwert mit goldnem Griff. Devise: VIRTUTI PRO PATRIA (In Tapferkeit für das Vaterland).“
Der Anlass für die Schöpfung dieses Allianzwappens war die Eheschließung des 43-jährigen Carl Freiherr von Simbschen mit der 23-jährigen Olga Fürstin von Wrede am 1. Mai 1862 in Graz.